# Operativer Professional
Der Operative Professional ist in Deutschland eine Aufstiegsfortbildung im IHK-System, die der Meisterprüfung, Fachwirtprüfung, Technikerprüfung gleichgestellt ist und auf die Übernahme beruflicher Positionen der mittleren Führungsebene im IT-Umfeld vorbereiten soll. Seit dem 1. Januar 2020 tragen Operative Professionals den Titel Bachelor Professional. Seit dem 1. November 2024 ersetzt der öffentlich rechtliche Abschluss Bachelor Professional in IT den Operative Professional. Es gibt nur noch eine einheitliche Abschlussbezeichnung.

## Profile

### Bachelor Professional of IT Systems Management (Geprüfter IT-Entwickler)
Geprüfte IT-Entwickler (englisch Certified IT Systems Manager) entwickeln technisch optimale und marktgerechte IT-Lösungen, planen, steuern und kontrollieren IT-Entwicklungsprojekte. Sie nehmen Mitarbeiterführungsaufgaben wahr.

### Bachelor Professional of IT Business Management (Geprüfter IT-Projektleiter)
Geprüfte IT-Projektleiter (englisch Certified IT Business Manager) leiten selbständig und eigenverantwortlich einmalige Vorhaben, die gekennzeichnet sind durch spezifische Ziele, zeitliche, finanzielle und personelle Begrenzungen sowie eine projektspezifische Organisation in der Projekt- und Linienorganisation. Sie nehmen Mitarbeiterführungsaufgaben wahr.

### Bachelor Professional of IT Business Consulting (Geprüfter IT-Berater)
Geprüfte IT-Berater (englisch Certified IT Business Consultant) beraten Unternehmen bei der Analyse, Zieldefinition, Konzeptentwicklung und -umsetzung von IT-Lösungen, um die Entwicklungspotenziale sowie die Wettbewerbsfähigkeit dieser Unternehmen zu stärken und den Unternehmen neue oder erweiterte Geschäftschancen zu ermöglichen. Sie nehmen Mitarbeiterführungsaufgaben wahr.

### Bachelor Professional of IT Economics (Geprüfter IT-Ökonom)
Geprüfte IT-Ökonomen (englisch Certified IT Marketing Manager) stellen technisch optimale und marktgerechte IT-Lösungen bereit, leiten Vermarktung und Einkauf von IT-Produkten und IT-Dienstleistungen und bereiten unter kaufmännisch-betriebswirtschaftlichen Gesichtspunkten strategische Unternehmensentscheidungen vor. Sie nehmen Mitarbeiterführungsaufgaben wahr.

## Zulassungsvoraussetzungen
Für den „Einstieg“ in den Bereich der über die IT-Fortbildungsverordnung (siehe unten) öffentlich-rechtlich geregelten Weiterbildung zum Operative Professional gelten folgende Zulassungsvoraussetzungen (vgl. §2 IT-RVO):
- Ausbildung in einem IT-Beruf und 1-jährige einschlägige Berufspraxis und Qualifikation zum IT-Spezialisten oder
- Ausbildung in einem sonstigen Ausbildungsberuf und 2-jährige einschlägige Berufspraxis und Qualifikation zum IT-Spezialisten oder
- 5-jährige einschlägige Berufspraxis im IT-Bereich und Qualifikation zum IT-Spezialisten

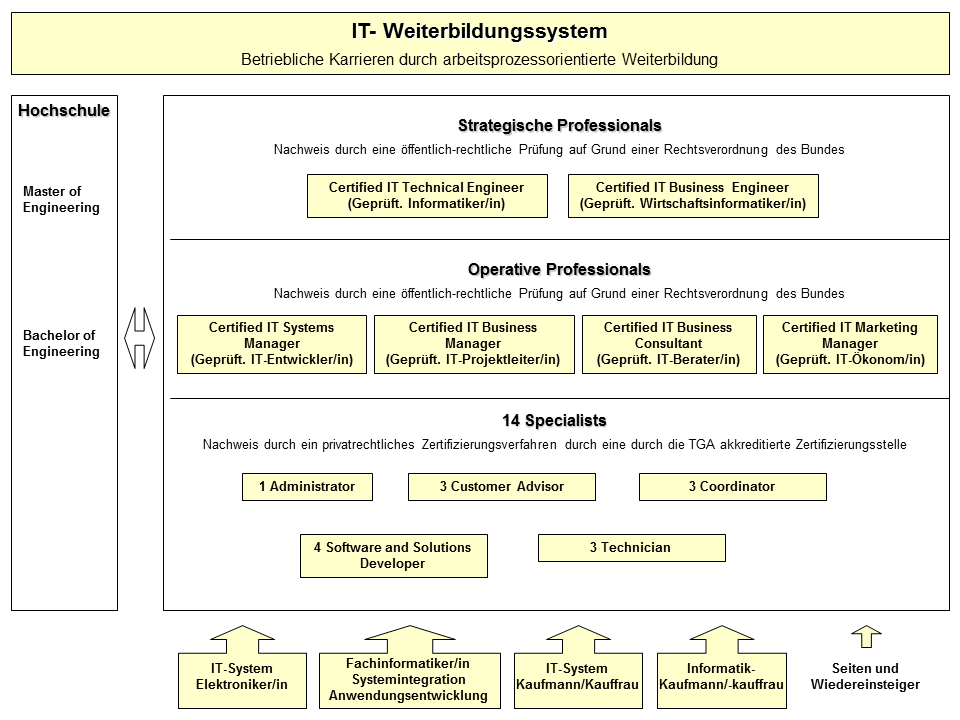
IT-Weiterbildungssystem

Die Qualifikation von IT-Spezialisten ist in 14 einzelnen Spezialistenprofilen festgeschrieben worden; sie sind die Anlage 5 der per 1. August 2010 geänderten IT-Fortbildungsverordnung.
Der Nachweis eines zertifizierten Spezialisten ist möglich durch:
- ein Zeugnis einer zuständigen Stelle (IHK) oder
- ein Zertifikat einer Personalzertifizierungseinrichtung (DIN EN ISO/IEC 17024) oder
- ein Lehrgangszertifikat, das den Inhalten eines Spezialistenprofils entspricht oder
- eine Bescheinigung insbesondere von Arbeitgebern (betriebliches Zeugnis), die die Breite, die Tiefe und das Verfahren der Spezialistenqualifizierung abbildet.

Abweichend davon kann zur Prüfung auch zugelassen werden, wer durch Vorlage von Zeugnissen oder auf andere Weise glaubhaft macht, dass er Qualifikationen erworben hat, die die Zulassung zur Prüfung rechtfertigen.

## Durchführung der Fortbildung
Es gibt bundesweit zahlreiche Bildungsträger, die Vorbereitungslehrgänge auf die Prüfungen zum Operative Professional anbieten. Hier werden unterschiedlichste Ausbildungsformen von berufsbegleitend mit Wochenendunterricht bis zu teuren Vollzeitunterrichten angeboten. Auch die Bundeswehr nutzt die Angebote der Bildungsträger und lässt die Ausbildung im Vollzeitunterricht dort durchführen. Für die Zulassung zu den Abschlussprüfungen ist die Teilnahme an einem Lehrgang allerdings nicht verpflichtend.

## Durchführung der Fortbildung bei der Bundeswehr
Mit der Qualifizierung als Operative Professional sollen die Soldaten, die in der Verwendung der IT eingesetzt sind, die Voraussetzungen besitzen, um ihre Aufgaben und IT-Projekte bei der Bundeswehr durchführen und überwachen zu können. Des Weiteren bietet die Fortbildung zum Operative Professional für Soldaten, die in das zivile Berufsleben zurückkehren, berufliche Möglichkeiten.
Für die Zulassung zum Berufssoldaten ist dieser Lehrgang nicht notwendig.
Die Soldaten haben an zahlreichen militärischen Standorten die Möglichkeit, sich zum Operative Professional fortbilden zu lassen.
Bisher wurde unter anderem in folgenden Standorten ausgebildet: München, Veitshöchheim, Schwerin, Stralsund, Hof, Karlsruhe, Berlin, Leipzig, Mainz, Hannover, Hilden und Erndtebrück.

## Ablauf der Fortbildung
| A      | Lern- und Arbeitsmethodik                                  | 10 Std.  |
| B      | Mitarbeiterführung und Personalmanagement                  | 220 Std. |
| C      | Profilspezifische IT-Fachaufgaben                          | 360 Std. |
| D      | Maßnahmen zur Vorbereitung der betrieblichen Projektarbeit | 100 Std. |
| Gesamt |                                                            | 690 Std. |

### Beispiel für Vollzeitfortbildung
- Phase I: Kernqualifikation Unterricht, Dauer ca. 10 Wochen

- Phase IIa: Praktikum, Dauer ca. 13 Wochen unterbrochen von Prüfungsvorbereitung und mündlicher Prüfung

- Phase IIb: Prüfungsvorbereitung und Prüfungsteil Praktische Demonstration, Dauer ca. 3 Wochen

- Phase III: Profilspezifisches IT Fachtraining, Dauer ca. 12 Wochen, am Ende findet die schriftliche Zwischenprüfung für die Fachqualifikation statt

- Phase IV: Abschlussphase des Praktikums, Dauer ca. 13 Wochen
  - Erstellung der Dokumentation
  - Abgabe der Dokumentation
  - Vorbereitung der Projektpräsentation

- Phase V: Prüfungsvorbereitung und mündliche Abschlussprüfung

## Prüfungsablauf und Inhalte
Die IHK-Prüfung untergliedert sich in folgende Bereiche:
- Mitarbeiterführung und Personalmanagement,
- Betriebliche IT-Prozesse und
- Profilspezifische IT-Fachaufgaben

### Mitarbeiterführung und Personalmanagement
Es werden zwei handlungsorientierte, integrierende Situationsaufgaben (je Aufgabe min. 90 Min., Gesamtzeit max. 240 Min.) bearbeitet. Weiterhin erfolgt eine praktische Demonstration (max. 30 Min. und 20 Min. Vorbereitungszeit) mit den möglichen Themen:
- Vorbereiten und Durchführen eines Einstellungsgesprächs oder
- Vorbereiten und Durchführen eines Mitarbeitergesprächs oder
- Vorbereiten und Durchführen einer Ausbildungseinheit oder
- Vorbereiten und Durchführen einer Mitarbeiterqualifizierung[4],  zusätzliche Qualifikation zum Ausbilder nach der Ausbilder-Eignungsverordnung (AEVO) (siehe §21)

### Betriebliche IT-Prozesse
Die Prüfungsteilnehmer reichen einen Vorschlag für ein Projekt bei der IHK ein. Der Abgabetermin wird durch die IHK vorgegeben. Der Vorschlag ist Bestandteil der schriftlichen Dokumentation. Anschließend führt der Prüfungsausschuss ein individuelles Zielvereinbarungsgespräch mit den Prüfungsteilnehmern durch und trifft mit ihnen über die durchzuführenden Arbeiten die Zielvereinbarung über Art und Umfang der zu erstellenden Dokumentation. Entspricht die bei der IHK anzugebenden Dokumentation den Anforderungen, sind die Inhalte vor dem Prüfungsausschuss zu präsentieren. Die Präsentation soll mindestens 20 Minuten und höchstens 30 Minuten dauern, wobei man auch mehrere Medien wie Flipchart, Powerpoint oder einen Overheadprojektor benutzen sollte. An die Präsentation schließt sich das Fachgespräch an. Die Präsentation und das Fachgespräch sollen zusammen mindestens 60 Minuten und höchstens 90 Minuten dauern. Das Fachgespräch muss sich aber nicht zwingend um das Projekt drehen.

### Profilspezifische IT-Fachaufgaben
Jedes Weiterbildungsprofil hat hier eine „eigene“ Prüfungsaufgabe. Dieser Prüfungsteil besteht aus drei Fallstudien mit einer Bearbeitungszeit von je 150 Minuten, jedoch maximal 540 Minuten. Eine Situationsaufgabe ist in englischer Sprache gestellt, darf aber auf Deutsch beantwortet werden.

### Bewerten und Bestehen
Alle Prüfungsleistungen müssen mindestens mit einem ausreichenden Ergebnis abgelegt werden, wobei der Prüfungsteil Betriebliche IT-Prozesse doppeltes Gewicht gegenüber den anderen Prüfungsteilen hat.
Prüfungsteil Betriebliche IT-Prozesse:
- Dokumentation und Präsentation/Fachgespräch sind gleichgewichtig.

Prüfungsteile Profilspezifische IT-Fachaufgaben sowie Mitarbeiterführung und Personalmanagement:
- Das Ergebnis wird jeweils durch das arithmetische Mittel der Punktebewertungen der Einzelergebnisse ermittelt.

Wenn in Mitarbeiterführung und Personalmanagement die praktische Demonstration Vorbereiten und Durchführen einer Mitarbeiterqualifizierung oder Vorbereiten und Durchführen einer Ausbildungseinheit erfolgreich abgelegt und die Prüfung zum Operativen Professional insgesamt bestanden wurde, ist die Ausbildereignung vollständig nachgewiesen.

## Kompetenzniveau
Der Deutsche Qualifikationsrahmen ordnet den Operativen Professional auf EQR-Level 6 ein und bewertet den Abschluss hinsichtlich seines Anspruchsniveaus damit als gleichwertig zum Fachwirt, Meister, Staatlich geprüften Techniker, Staatlich geprüfter Informatiker oder Bachelor.
Der DQR hat nur orientierenden Charakter und beeinflusst keine Hochschulzugangsregelungen. Exemplarisch bewertet die Universität Oldenburg vergleichbare IHK-Abschlüsse im Verbund mit ihren vorausgesetzten Abschlüssen insgesamt nur wie ein ein- bis zweisemestriges berufsbegleitendes Teilstudium des Bachelor.
Unternehmen und Ausbildungsteilnehmer schätzen den Operativen Professional nicht als gleichwertig zu einem Bachelor ein. Bei den Bildungsanbietern, die den Abschluss anbieten, gibt es ein Spektrum von Sichtweisen, das von vollständiger Gleichwertigkeit mit dem Bachelor reicht bis zu der Ansicht, eine solche Gleichwertigkeit sei "überhaupt nicht" gegeben. Absolventen sehen jedoch wegen der höheren Praxisnähe bessere Chancen am Arbeitsmarkt im Vergleich zum Bachelor. Dieser Sichtweise stimmen teils auch Hochschulen zu. Anders verhält es sich bei den Aufstiegschancen, diese werden für den Operativen Professional als schlechter im Vergleich zum Bachelor eingeschätzt. Die Hochschulen bezeichnen die Anerkennung des Abschlusses für ein Masterstudium als Wunschdenken und sehen als Haupthindernis die nicht ausreichend vorhandenen mathematischen Kenntnisse bei Absolventen. Seit 2021 gibt es mittlerweile einige deutsche und Europäische Hochschulen, die ein Masterstudium oder MBA-Studium anbieten auf Grundlage des Operative Professionals.

## Weiterbildung
Die nächste Stufe im IHK-Aufstiegsfortbildungssystem nach dem Operativen Professional ist der Strategische Professional.
Eine Alternative ist der Quereinstieg in das akademische System mit einem Studium. Nach einem Beschluss der Kultusministerkonferenz vom 6. März 2009 erhalten erfolgreiche Absolventen von Aufstiegsfortbildungen, für die Prüfungsregelungen nach § 53, § 54 BBiG sowie §§ 42, 42a HwO bestehen und mindestens 400 Unterrichtsstunden (empfohlener Umfang laut DIHK-Rahmenplan) umfassen, die allgemeine Hochschulzugangsberechtigung.
Gemäß DQR ist der Operative Professional zwar politisch gleichwertig zu dem Hochschulabschluss Bachelor, jedoch nicht gleichartig. Das bedeutet konkret, dass die Einstufung nur zur Orientierung dient; eine reale Gleichwertigkeit ist nicht gegeben, da der Operative Professional nach wie vor akademisch nur als allgemeine Hochschulzugangsberechtigung gilt und höchstens noch einige Hochschulen, vor allem Fachhochschulen, Anrechnungsmöglichkeiten dafür anbieten. Es ist nicht möglich, sich als Operativer Professional direkt für einen normalen Master-Studiengang zu bewerben, lediglich bei seltenen speziell auf die Situation zugeschnittenen Master-Studiengängen ist dies möglich.
Die Hochschule Weserbergland bietet seit dem 1. September 2019 einen Anrechnungsstudiengang speziell für Personen mit einem Operative Professional an. Auf diese Weise ist es möglich, einen Hochschulabschluss als Bachelor of Science innerhalb von zwei Jahren zu erreichen, indem der Operative Professional angerechnet wird. Dieser Studiengang wurde im Vorfeld bereits im Rahmen eines vom BMBF geförderten Forschungsprojekts "Open IT" entwickelt und erprobt. In Erprobung befindet sich hier ebenfalls ein Studiengang mit dem Abschluss Master of Science, der nach weiteren anderthalb Jahren erreicht werden kann. Die Hochschule Trier bietet einen Master-Studiengang für Meister oder vergleichbare Abschlüsse mit dreijähriger einschlägiger Berufserfahrung an.